# Nit reial
Nit reial (original en anglès: A Royal Night Out) és una pel·lícula britànica del gènere comèdia dramàtica, estrenada el 2015. Va ser dirigida per Julian Jarrold i escrita per Trevor de Silva i Kevin Hood. La pel·lícula és protagonitzada per Sarah Gadon que interpreta la princesa Elisabet, qui juntament amb la seva germana, la princesa Margarida s'aventura a sortir del palau de Buckingham per gaudir de les celebracions del Dia de la Victòria entre els ciutadans. Ha estat doblada al català.

## Argument
El Dia de la Victòria a Europa el 1945, quan se celebra la pau a tot Europa i Londres està de celebració, a les princeses Elizabeth i Margarida se'ls permet acudir a les celebracions a la ciutat, en contra dels desitjos de la seva mare, la Reina Elisabet. El Rei, impressionat per les súpliques de la seva filla, li demana que l'informi sobre els sentiments de la gent cap a ell i el seu discurs de mitjanit a la ràdio.
Cada princesa, d'incògnit, és acompanyada per un oficial de l'exèrcit amb un itinerari que exigeix que tornin al palau de Buckingham a la 1:00 h. Margarida aviat s'adona que l'itinerari planificat per la seva mare no compleix les seves expectatives de diversió i de conèixer a la gent comuna, i ella és la primera a escapar-se del seu acompanyant, seguida per Elisabet.
Les princeses se separen, prenent cadascuna un autobús diferent. Margarida es fa amiga d'un oficial naval que busca aprofitar el que ell creu que és sol una noia normal, i Elisabet d'un aviador que està absent sense permís.
La princesa menor és conduïda pel seu nou amic a un món de discoteques, jocs d'atzar, alcohol i bordells. Elisabet i el seu nou amic tenen les seves pròpies aventures i intenten trobar Margarida, que els porta més enllà de l'hora límit de la 1.00 de la matinada.

## Repartiment
- Sarah Gadon: Princesa Elisabet
- Bel Powley: Princesa Margarida
- Jack Reynor: Jack Hodges
- Rupert Everett: el Rei Jordi VI
- Emily Watson: la Reina Elisabet
- Roger Allam: Stan
- Ruth Sheen: Joan Hodges, mare de Jack
- Jack Laskey: el Capità Pryce
- Fiona Skinner: Annie
- John Neville: Spiv
- Samantha Baines: Mary
- Sophia Di Martino: Phoebe

## Relació amb esdeveniments reals
Els dos escortes oficials i l'aviador van ser creacions fictícies per a la pel·lícula. En realitat, les princeses van sortir en un grup organitzat de 16 persones a les 10 de la nit i van tornar al palau de Buckingham a la 1 de la matinada.

## Estrena
Nil reial es va estrenar a Regne Unit el 8 de maig de 2015 i en DVD el 7 de setembre de 2015. La pel·lícula es va estrenar als Estats Units el 4 de desembre de 2015 i es va llançar en DVD el 3 de maig de 2016.

## Rebuda
- A Rotten Tomatoes, la pel·lícula té una qualificació del 74 %, basada en 69 ressenyes, amb una qualificació mitjana de 5,9 sobre 10. El consens dels crítics del lloc afirma: «Innegablement lleugera, però completament encantadora, Nit reial utilitza una fascinant nota al peu de la història com un trampolí en una entretinguda diversió dramàtica».[3]
- "Amable comèdia romàntica (...) Deliciosa peripècia de radiant fust i amb gotetes (perfumades) de lleu crítica social (...) Puntuació: ★★★ (sobre 5)"[4]
- "Malgrat el seu guió totalment predictible i ple de tòpics (...) acaba sent un entreteniment molt acceptable"[5]
- "Sarah Gadon, Jack Reynor i Bel Powley fetillen en aquest tros, brillantment entretingut, d'imaginària història de la Família Real"[6]
- Metacritic li dona una qualificació de 58 sobre 100, basada en 17 crítiques amb 9 crítiques mixtes i 8 crítiques positives.[7]